# Laser 5000
Le Laser 5000 est une classe de dériveur en double de 5 m qui a été conçue en 1992 dans l'objectif de devenir série olympique à partir de 2000. C'est finalement le 49er qui sera retenu.

## Le gréement
Son gréement est relativement simple et solide, comparé aux autres dériveurs de cette catégorie dans la mesure où il est dépourvu d'avaleur de spi et de foc autovireur.
Le mât est entièrement en aluminium et équipé d'un losange pour augmenter sa rigidité.
La grand-voile est en Mylar et le foc en Dacron.

## Le rappel
Il dispose d'échelles pour augmenter le couple de rappel dont la distance par rapport à la coque est réglé en fonction du poids de l'équipage. Cette particularité le rend particulièrement équitable entre les compétiteurs.
La distance qui sépare la coque de la barre extérieur de l'échelle forme un trou que les Anglais ont pu combler en ajoutant une barre intermédiaire appelée baby-bars.